# Dvärgvete
Dvärgvete (Eremopyrum triticeum) är en gräsart som först beskrevs av Joseph Gaertner, och fick sitt nu gällande namn av Sergej Arsenjevitj Nevskij. Enligt Catalogue of Life ingår Dvärgvete i släktet dvärgveten och familjen gräs, men enligt Dyntaxa är tillhörigheten istället släktet dvärgveten och familjen gräs. Arten förekommer tillfälligt i Sverige, men reproducerar sig inte. Inga underarter finns listade i Catalogue of Life.

## Bildgalleri

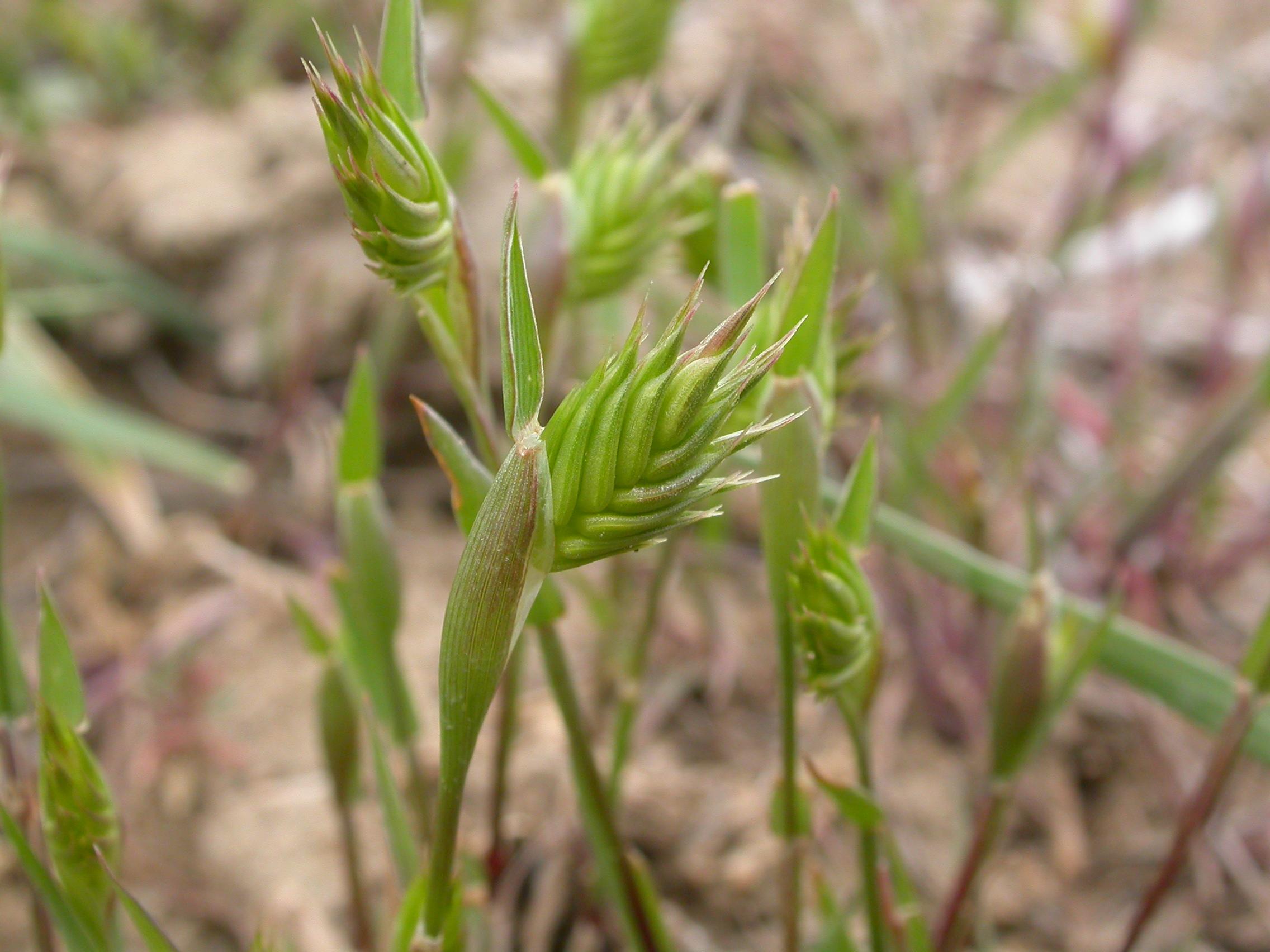
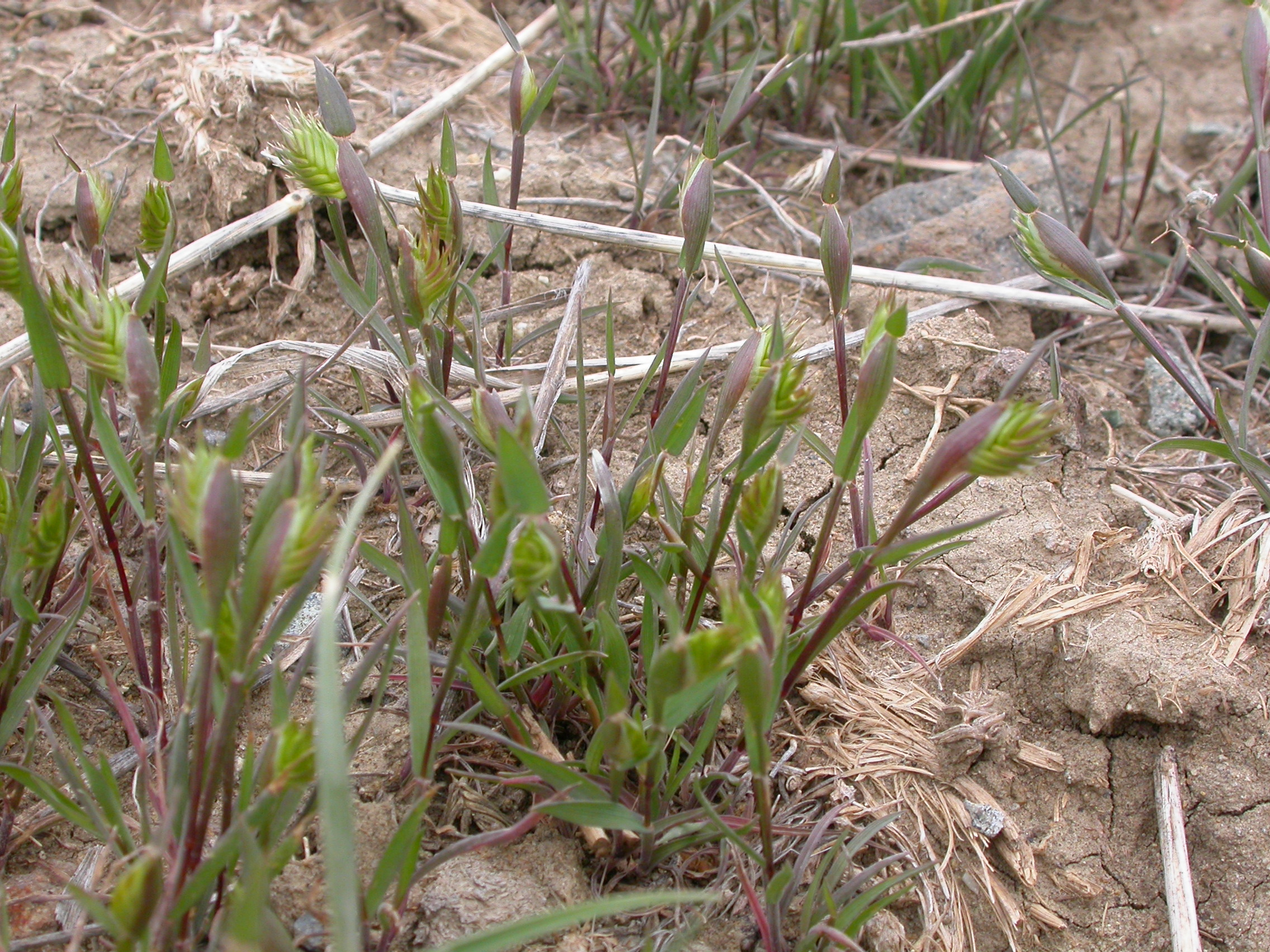
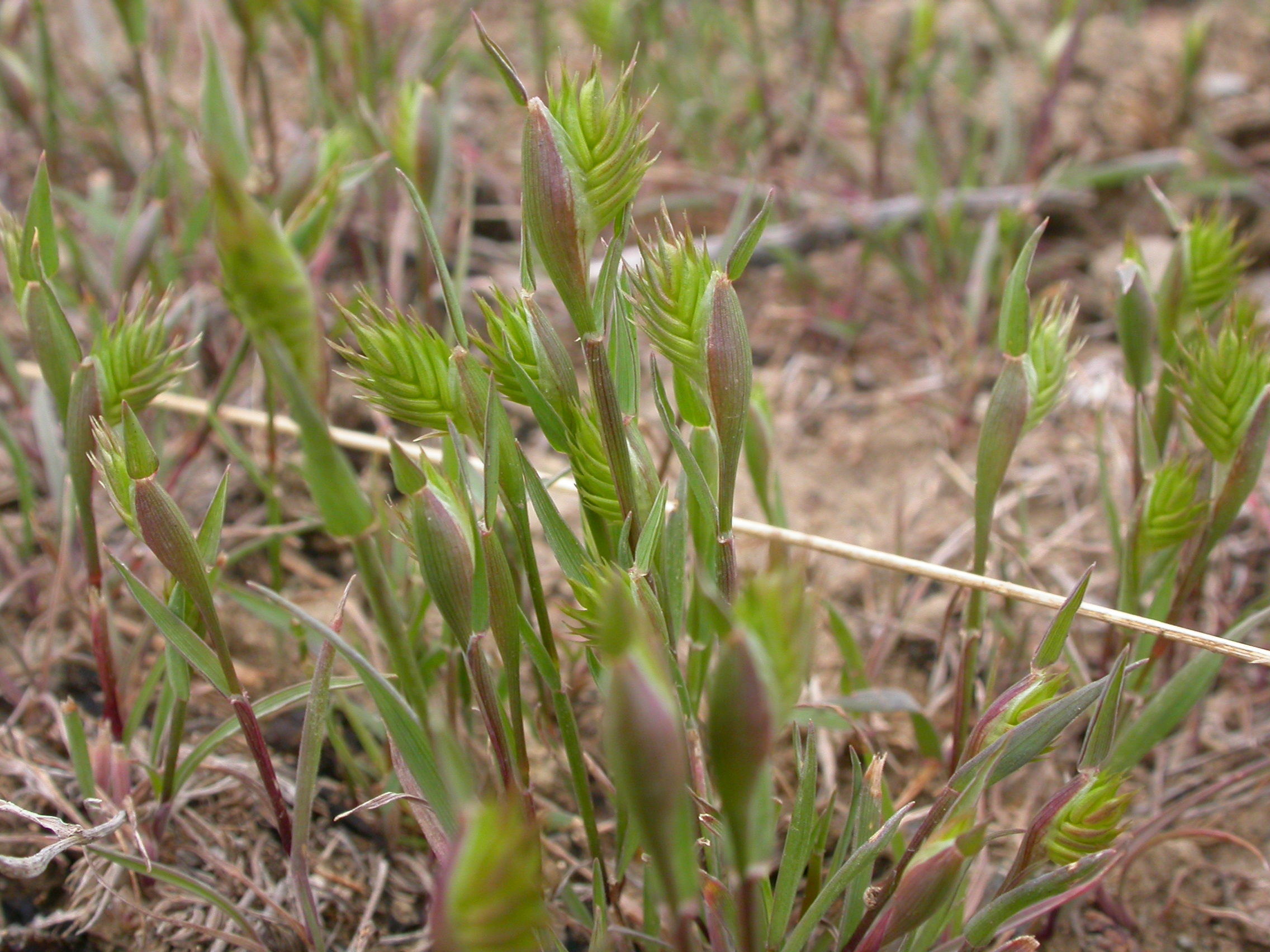
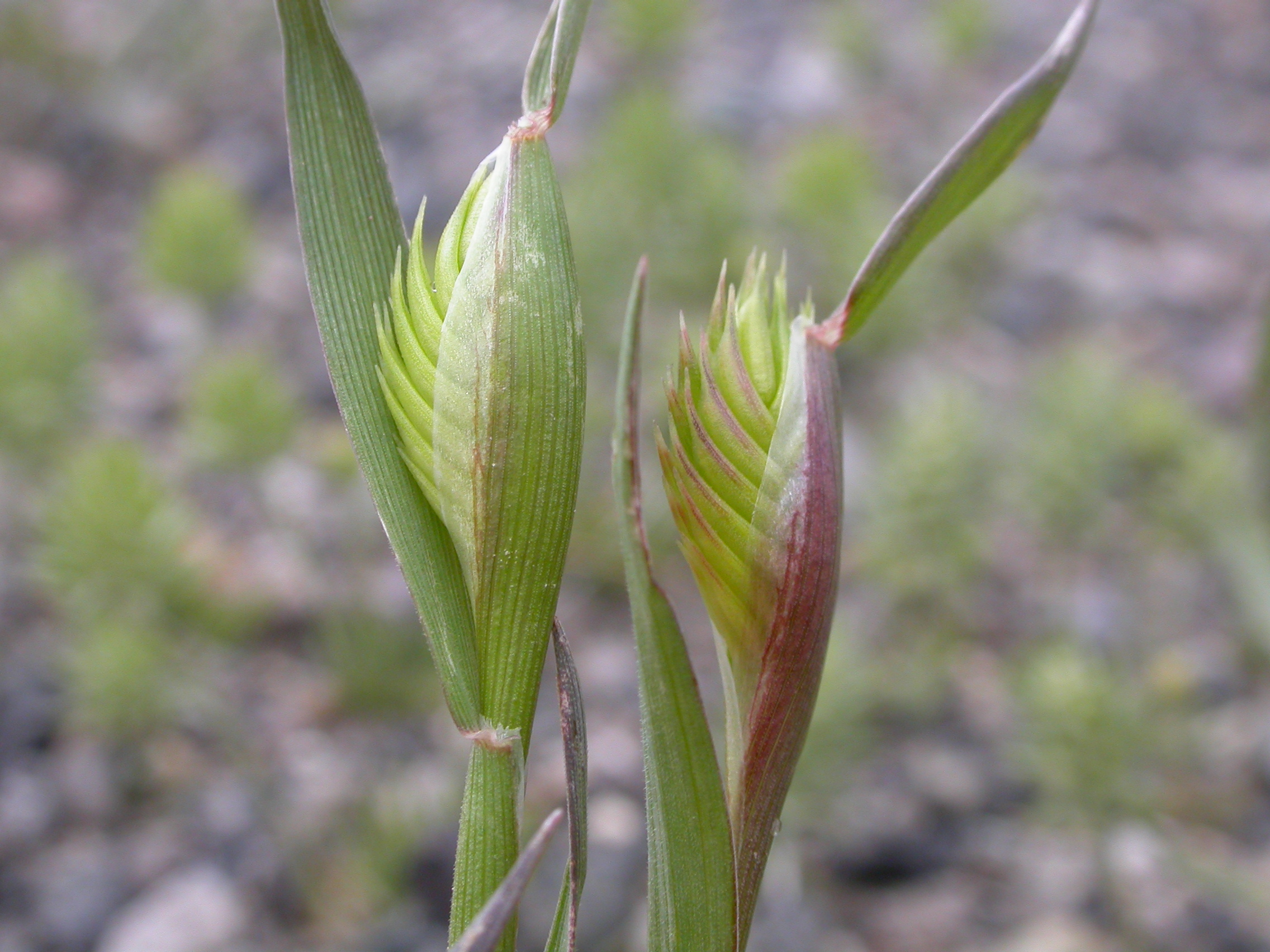